# Liste der Biografien/Holk
Liste der Biografien |
Portal Biografien |
Personensuche
# |
A |
B |
C |
D |
E |
F |
G |
H |
I |
J |
K |
L |
M |
N |
O |
P |
Q |
R |
S |
T |
U |
V |
W |
X |
Y |
Z |
?
 
Ha |
Hd |
He |
Hi |
Hj |
Hk |
Hl |
Hm |
Hn |
Ho |
Hr |
Hs |
Ht |
Hu |
Hv |
Hw |
Hy
 
Hoa |
Hob |
Hoc |
Hod |
Hoe |
Hof |
Hog–Hok |
Hol |
Hom |
Hon |
Hoo |
Hop |
Hoq |
Hor |
Hos |
Hot |
Hou |
Hov |
How |
Hox |
Hoy |
Hoz
 
Hola |
Holb |
Holc |
Hold |
Hole |
Holf |
Holg |
Holi |
Holj |
Holk |
Holl |
Holm |
Holn |
Holo |
Holp |
Holr |
Hols |
Holt |
Holu |
Holv |
Holw |
Holy |
Holz
Die Liste der Biografien führt alle Personen auf, die in der deutschsprachigen Wikipedia einen Artikel haben. Dieses ist eine Teilliste mit 17 Einträgen von Personen, deren Namen mit den Buchstaben „Holk“ beginnt.

## Holk
- Holk, Björn (* 1981), deutscher Ringer
- Hölk, Cornelius (1869–1944), deutscher Klassischer Philologe und Gymnasiallehrer
- Holk, Freder van (1901–1970), deutscher Schriftsteller
- Holk, Heinrich von (1599–1633), dänischer GeneralHeinrich von Holk (1599–1633)

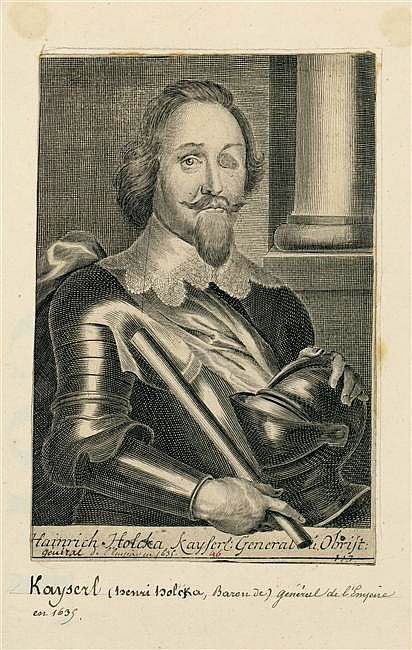
Heinrich von Holk (1599–1633)

- Holk, Jacob, Kaufmann und Ratsherr der Hansestadt Lübeck

### Holke
- Holke, Arthur (1883–1940), deutscher Anarchist und Mitherausgeber der Zeitschrift Der Anarchist
- Holke, Kurt (* 1922), deutscher Fußballspieler und -trainer
- Hölke, Otto (* 1938), deutscher Handballspieler
- Holkenbrink, Georg (* 1961), deutscher römisch-katholischer Priester, Offizial im Bistum Trier
- Holkenbrink, Heinrich (1920–1998), deutscher Politiker (CDU), MdL, MdB
- Holkenbrink, Jörg (1955–2020), deutscher Theaterregisseur und Bildungsforscher
- Holker, John (1719–1786), britischer Industriespion, Textilunternehmer und Jakobit
- Hölker, Ludger (1934–1964), deutscher Luftwaffenoffizier
- Hölker, Wolfgang (* 1948), deutscher Verleger
- Holkeri, Harri (1937–2011), finnischer Politiker
- Hölkeskamp, Karl (1882–1954), Politiker, Kommunalbeamter
- Hölkeskamp, Karl-Joachim (* 1953), deutscher Althistoriker